# Øster Vedsted
Øster Vedsted er en lille by i Sydvestjylland med 829 indbyggere  (2024). Øster Vedsted er beliggende i Ribe Domsogn tre kilometer syd for Ribe og 33 kilometer sydøst for Esbjerg. Byen tilhører Esbjerg Kommune og er beliggende i Region Syddanmark.